# 芬奇維爾 (肯塔基州)
芬奇維爾（英語：Finchville）是位於美國肯塔基州謝爾比縣的一個非建制地區。

## 地理
芬奇維爾所處的海拔為高於海平面235米（即771英呎），而該地所採用的時區為UTC-5，即北美東部時區（EST）。同時該地設有夏令時間，為UTC-5調快一小時，即UTC-4（EDT）。